# Piano montano

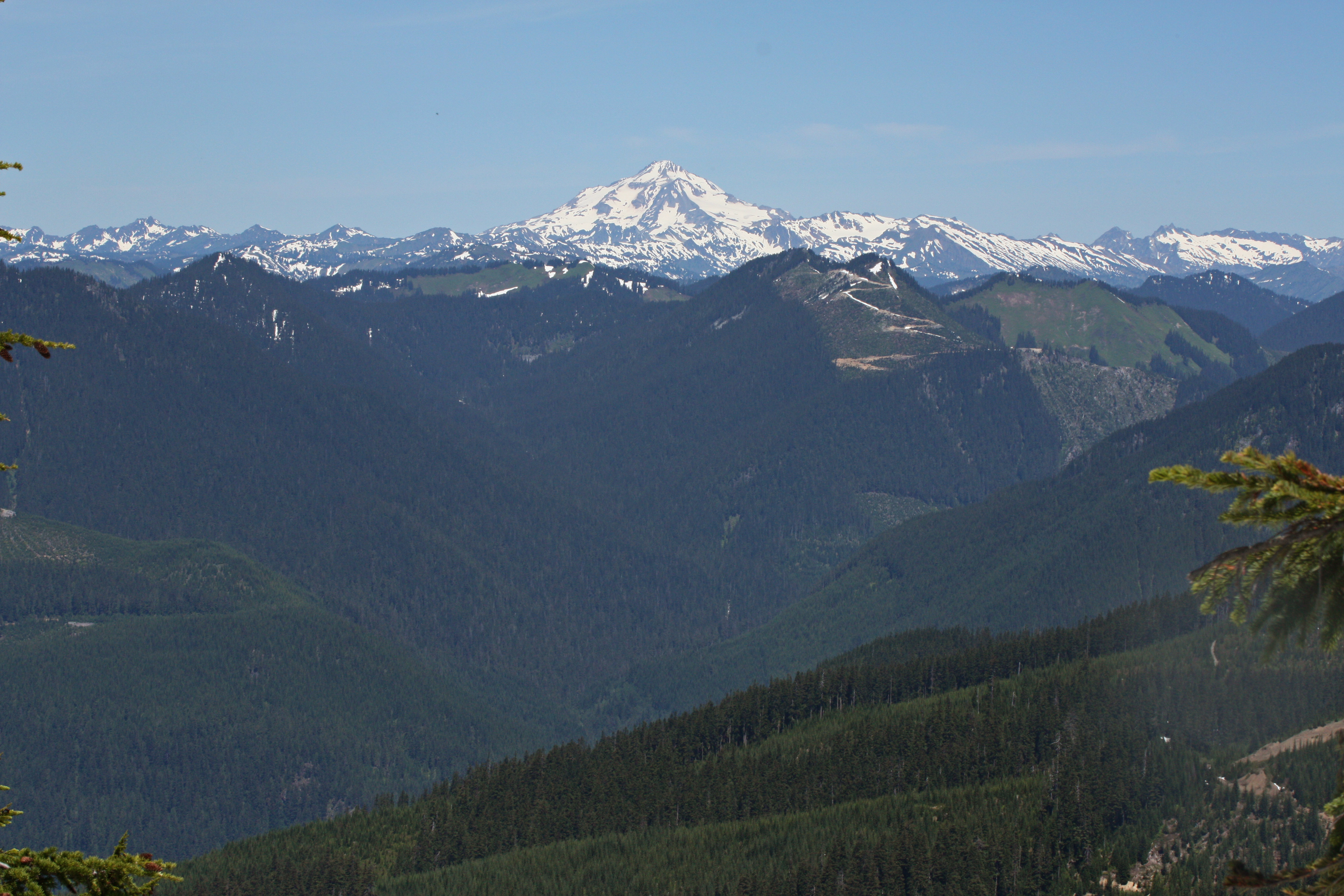
Piano montano, luogo dei grandi boschi di pecci e larici

Il piano montano è un piano altitudinale, situato al di sotto del piano alpino e al di sopra del piano sub-montano, e quindi fra gli 800–1200 m. e i 2000–2200 m s.l.m.
Iniziando dal basso, il Piano montano corrisponde ai primi rilievi, che presentano una morfologia palesemente montuosa e alpina, nonché alle zone montuose più basse che restano innevate solo durante l'inverno meteorologico (dicembre - marzo), mentre in quelle più elevate l'innevamento anticipa e si prolunga di almeno un mese. Le sue pendici sono ammantate da una ricca vegetazione arborea, da boschi originariamente continui e fitti. Tale vegetazione è detta "oròfila" (dal greco όρος = monte e φιλέιν = amare, cioè che ama la montagna). A tutt'oggi, però, essa risulta ampiamente e frequentemente interrotta e alterata dai grandi disboscamenti (sorprendenti in negativo i dati dell'impatto antropico) che, sia in epoche remote sia in tempi recenti, hanno permesso la colonizzazione delle zone montuose da parte dell'uomo, con i suoi insediamenti stabili e le sue attività di utilizzazione della terra e dei suoi prodotti, naturali o coltivati.

## Orizzonti del piano montano

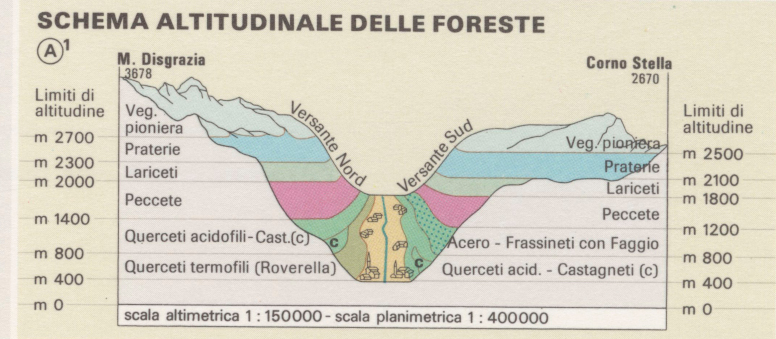
Schema altitudinale delle foreste

Il piano montano è compreso fra due "orizzonti" (o linee convenzionali di confine): quello superiore, a quota 2000–2200 m, detto "orizzonte alpino" che lo separa dal sovrastante piano alpino, e quello inferiore, detto "orizzonte montano", a quota 800-1200, che lo distingue dal sottostante piano sub-montano (o pedemontano, o collinare). Nella sua parte alta, 1200–1400 m di quota sino all'orizzonte alpino (2000–2200 m di quota), i boschi sono formati da conifere, o aghifoglie (pecci, larici, cembri), mentre nella parte bassa, dagli 800 ai 1400 m circa, i popolamenti arborei a bosco fitto sono costituiti da latifoglie mesofile (faggi) o da altre specie vicarianti, fra cui altre conifere e/o latifoglie tipiche di quote più basse (abeti bianchi, pini silvestri, carpini).
La differenza fra boschi di aghifoglie e boschi di latifoglie indica la suddivisione del piano montano in piano montano superiore (o "sub-alpino"), tra i 1400 e i 2000 m s.l.m., e piano montano inferiore, tra gli 800 e i 1400 m. La linea irregolare che li divide prende il nome di "orizzonte delle conifere" e si pone a quota 1200–1400 m.
Il piano montano superiore, delimitato superiormente dall'orizzonte alpino e inferiormente dall'orizzonte delle conifere, si distingue per il verde cupo, compatto e perenne dei pecci (abete rosso), nel quale compare il verde più chiaro dei larici che, all'inizio dell'autunno, mutano in un giallo brillante prima di perdere le foglie.
Il piano montano inferiore, delimitato superiormente dall'orizzonte delle conifere e inferiormente dall'orizzonte montano, è riconoscibile dal colore verde luminoso e dalla forma irregolare e frondosa della chioma dei faggi, oltre che i manti erbosi che fanno bella mostra di sé soprattutto nelle stagioni calde. In inverno, risulta visibile il grigiore dei rami denudati.
In sintesi:
- 2000–2200 m: orizzonte alpino:
  - Piano montano superiore. Boschi di conifere (peccete e lariceti) 1200–1400 m: Orizzonte delle conifere;
  - Piano montano inferiore. Boschi di latifoglie (faggete), o abetaie e pinete;
- 800–1200 m: orizzonte montano.

A ogni orizzonte, dovrebbe corrispondere il limite altitudinale di un determinato tipo di vegetazione: con l'eccezione della pecceta e del lariceto, alle quote iniziali suddette dei rilievi montuosi, tale corrispondenza è assai incostante e varia molto al mutare delle condizioni morfologiche, di presenza antropica e climatiche. La presenza della faggeta nel piano montano inferiore non è né esclusiva né continua. Esso, pertanto, accoglie spesso boschi di faggio, ma ospita anche altre coperture boschive, dovute alla colonizzazione da parte di specie arboree diverse.
L'orizzonte alpino (2000–2200 m) segna il limite superiore della vegetazione arborea forestale (boschi di conifere), l'orizzonte delle conifere (1200–1400 m) il limite superiore delle latifoglie mesofile sciafile, ma anche di alcune aghifoglie (abete bianco, pino silvestre) e l'orizzonte montano (800–1200 m) costituisce il limite superiore delle latifoglie meso-termofile eliofile (querce e castagni, che appartengono al sottostante piano sub-montano).

## Clima
Il piano montano ha nella sua parte inferiore un clima temperato fresco e piuttosto costante, che diviene progressivamente più freddo e moderatamente variabile quanto più si sale di quota avvicinandosi al piano alpino. È comunque poco soggetto a variazioni improvvise e consistenti, pur mantenendosi nella gamma dei climi di montagna. Ciò permette la presenza di una variegata fauna e flora.
La stagione invernale generalmente corrisponde a quella meteorologica (dicembre - marzo), con temperature massime che si mantengono di poco al di sopra degli 0 °C, ma che possono salire sino ai +10 °C, o scendere ai -10 °C. Nei mesi di transizione, le improvvise variazioni di temperatura sono attutite dall'inerzia termica dell'aria. La differenza fra notte e giorno è di solito contenuta (salvo località particolarmente esposte al sole o alle correnti fredde) entro i 10 - 15 °C e quella fra parti soleggiate e parti in ombra non supera i 5 - 7 °C. Il valore massimo estivo, costantemente superiore agli 0 °C, può scendere di 5 - 8 °C per la copertura del cielo o per venti freschi, mentre la temperatura giornaliera estiva oscilla fra i 27 e i 10 °C a 1000 m di altitudine, e fra i 20 e i 5 °C a 1800 m. Le pendici del piano montano, inoltre, possono risentire di venti caldi sia di caduta sia di risalita dalle piane sottostanti.
L'umidità dell'aria (normalmente fra il 50 e il 100%) spesso può stazionare, in estate per mancanza di vento, in inverno per subsidenza delle masse d'aria fredda. Lo stesso ragionamento vale per le nebbie.
Nel complesso, per il piano montano si può parlare di un clima fresco, lento a mutare, che ben si adatta alle specie mesofile. Ovviamente, con l'aumentare dell'altitudine, assume progressivamente i caratteri del più rigido clima alpino.

## Popolamenti forestali

### Piano montano superiore

#### Cembrete

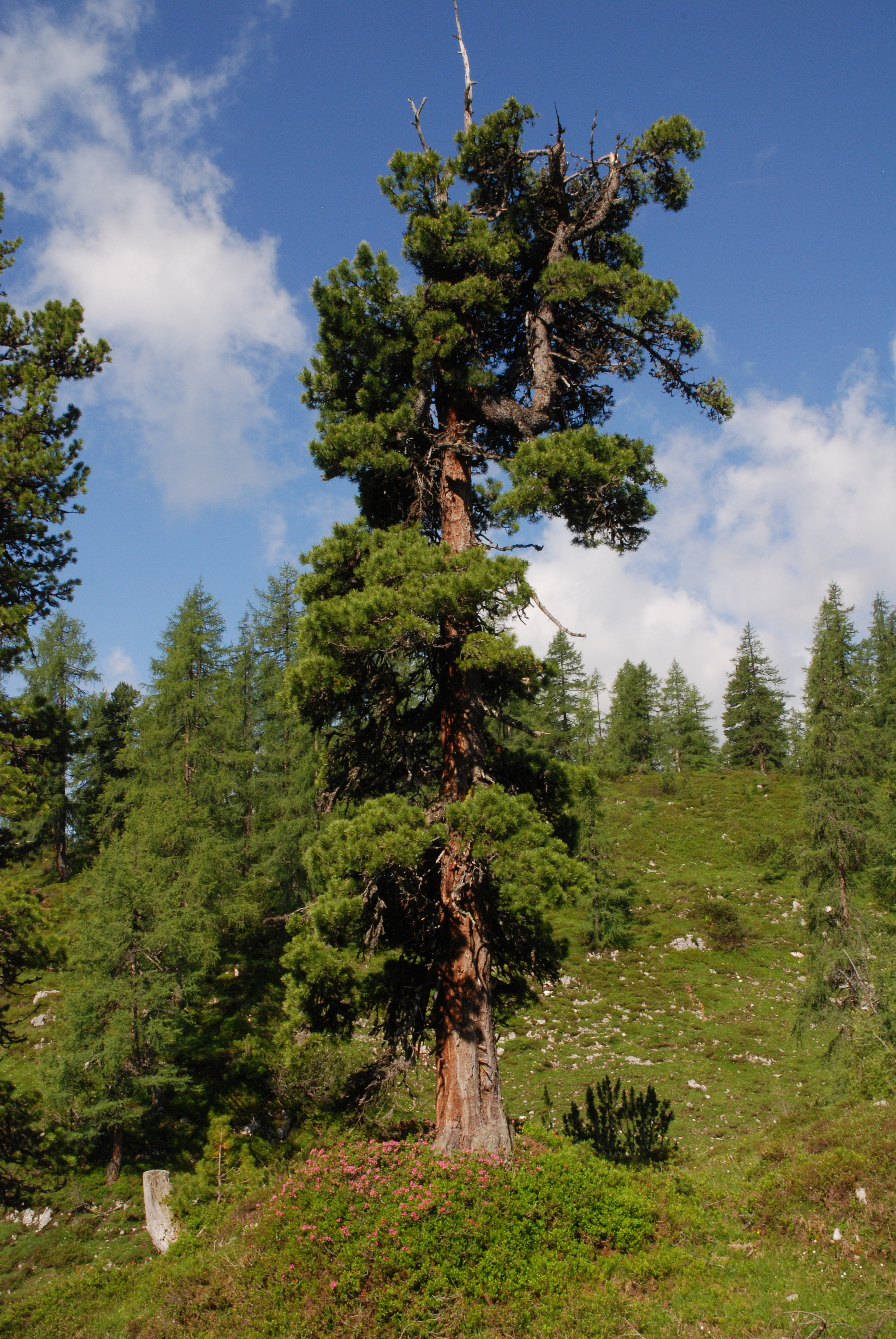
Il pino cembro. Costituisce il limite superiore del piano montano

Il pino cembro o cirmolo (Pinus cembra) è assieme al larice la specie arborea eretta che cresce più in alto, e svetta spesso solitaria ben oltre il limite superiore della vegetazione arborea. Nelle Alpi italiane, contrariamente a quelle svizzere, forma raramente boschi di grande estensione, preferendo aggruppamenti di media o piccola ampiezza. Il cembro è pianta protetta, poiché, per il suo legname di eccezionali prestazioni statico-dinamiche, è stato per secoli il materiale più ricercato per le parti lignee strutturali delle costruzioni, nonché per opere di scultura. Le sue foreste, pertanto, sono state decimate. Per di più, la ricrescita del cembro sino a dimensioni utilizzabili richiede diverse centinaia di anni (a 200 conclude la sua crescita in altezza). Ciò spiega la rarefazione delle nostre cembrete, un tempo diffusissime. Nell'ombra di quelle rimaste, o mescolate alle peccete, crescono rododendri e muschi, e si può incontrare la Linnaea borealis, così chiamata perché lo stesso Linneo ne ornò lo stemma di famiglia. Se la cembreta è su terreno calcareo nel sottobosco, si troveranno:
- Rhododendron hirsutum (Ericaceae) - Rododendro irsuto
- Erica carnea (Ericaceae) - Erica carnicina o Erica rosa o Erica scopina
- Clematis alpina (Ranuncolaceae) - Clematide alpina
- Daphne alpina (Timeleaceae) - Olivella (dal greco δαφνή = alloro). La ninfa Dafne, insidiata da Apollo, fu tramutata in un cespuglio di alloro da Zeus. Si veda la bella scultura di Lorenzo Bernini al Museo Borghese.
- Helianthemum oelandicum subsp. alpestre (Cistaceae) (dal greco έλιος = sole e ανθός = fiore)

assieme ad altre specie provenienti dai pascoli calcarei.
Se invece la cembreta si trova in terreno siliceo, nel sottobosco vi saranno:
- Rhododendron ferrugineum (Ericaceae) - Rododendro ferruggineo o Rosa delle Alpi
- Calluna vulgaris (Ericaeae) - Brugo o Calluna
- Vaccinium myrtillus (Ericaceae) - Mirtillo nero
- Alnus viridis (Betulaceae) - Ontano verde o di monte
- Linnaea borealis (Caprifoliaceae) - Linnea (specie sciafila, vive nell'ombra dei boschi umidi)

#### Peccete e lariceti

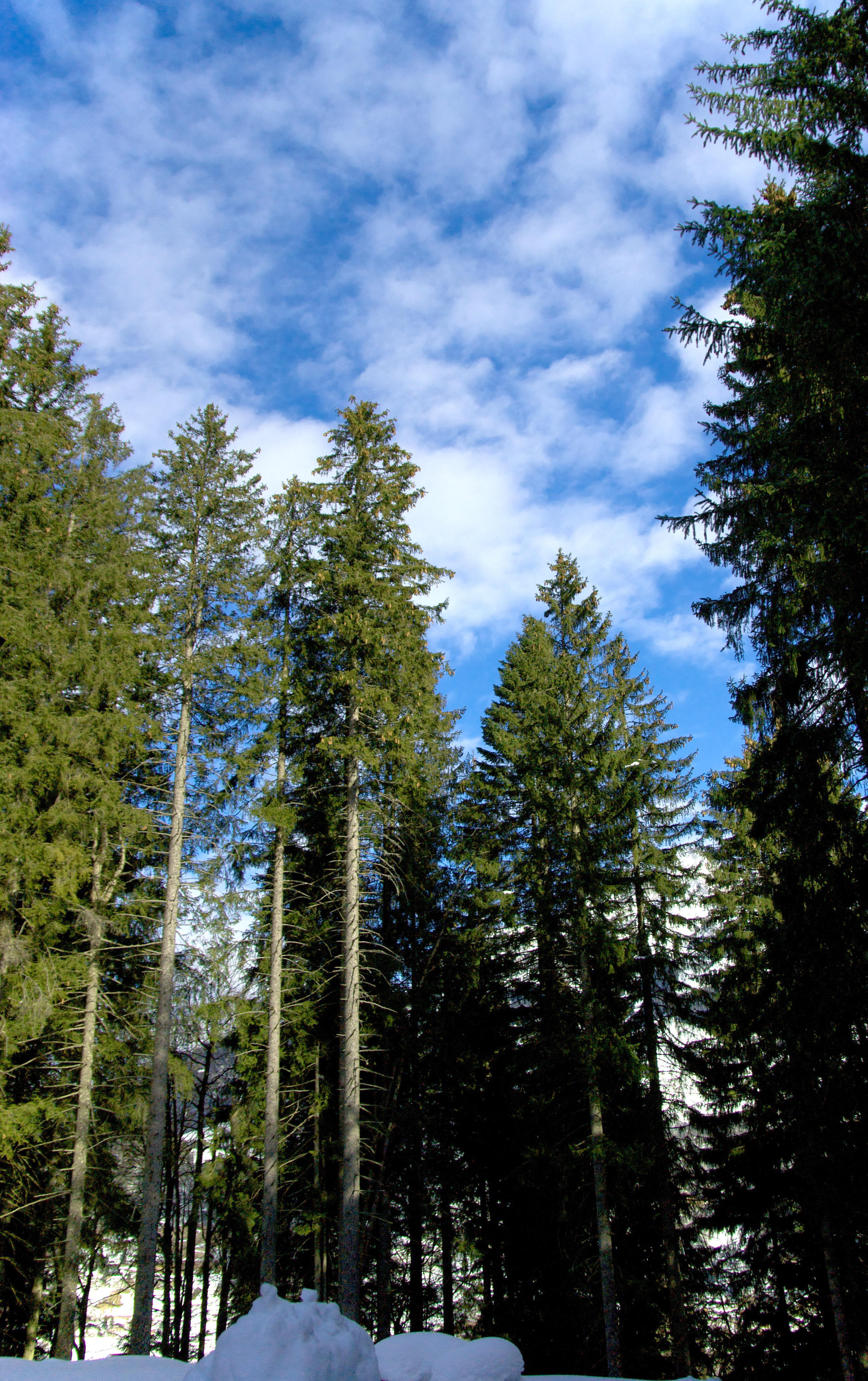
Tipica pecceta. La Picea abies costituisce la più diffusa conifera nei boschi del piano montano

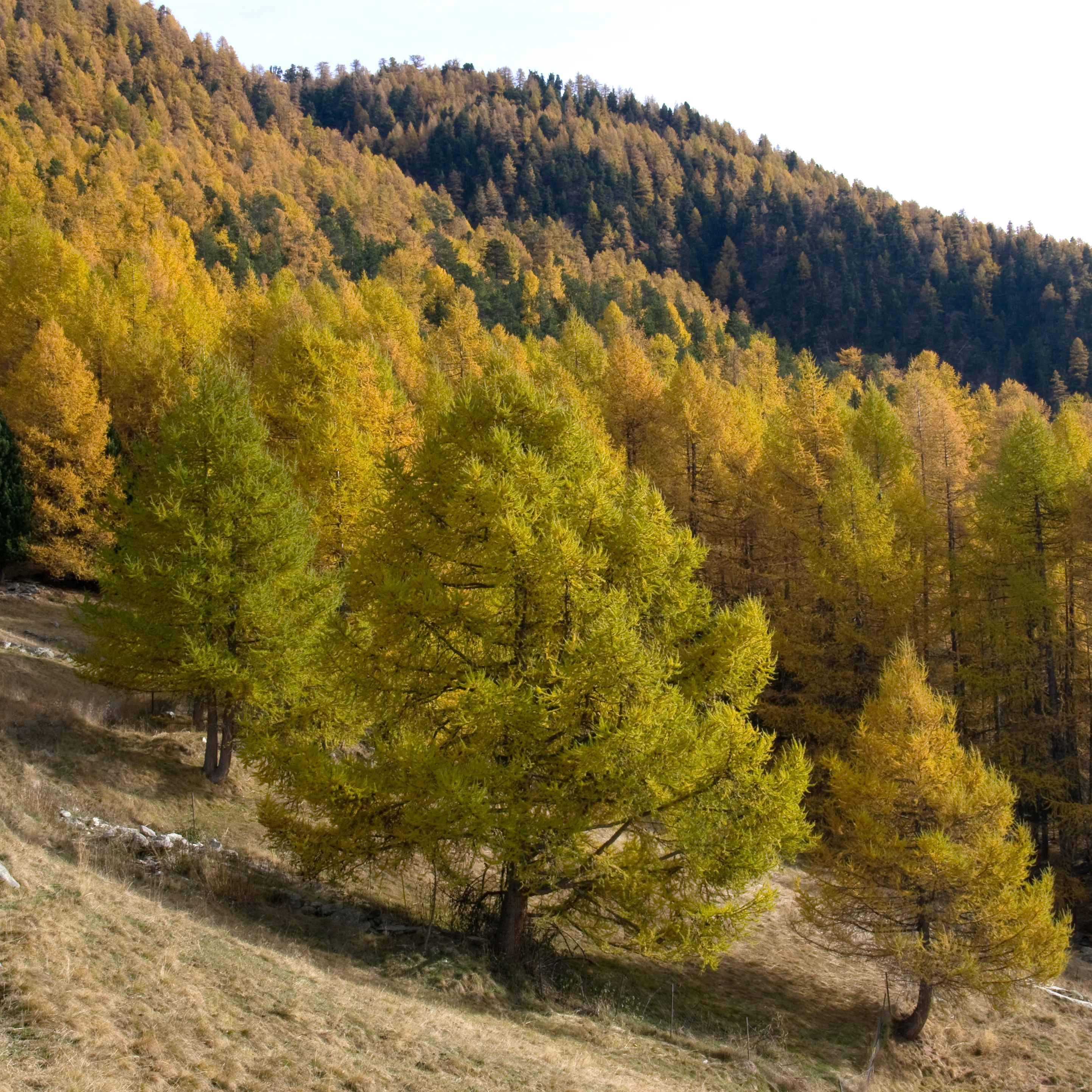
Larici e pecci, protagonisti onnipresenti nel piano montano

Il Peccio (Picea excelsa o Picea abies) o Abete rosso, o comunemente "abete", è certamente la specie più diffusa nella fascia alberata della montagna, a causa della sua resistenza e adattabilità alle condizioni climatiche più difficili. Forma vaste foreste, in cui spesso è presente il larice, nel cui sottobosco, a seconda dei microclimi e dei suoli, è possibile trovare:
- Rhododendron ferrugineum (Ericacee) - Rododendro
- Vaccinium vitis-idaea (Ericaceae) - Mirtillo rosso
- Sorbus aucuparia (Rosaceae) - Sorbo degli uccellatori (in forma arbustiva)
- Rubus idaeus (Rosaceae) - Lampone (nelle radure o lungo i margini: è specie eliofila)
- Saxifraga cuneifolia (Saxifragaceae)
- Melampyrum silvaticum (Scrofulariaceae) (dal greco μέλας = nero e πύρ = fuoco)
- Moneses uniflora (Monotropaceae) - Piroletta soldanina
- Pyrola rotundifolia (Monotropaceae)
- Pyrola secunda (Monotropaceae)
- Listera cordata (Orchidaceae) - Listera (in omaggio a Martin Lister, naturalista e medico inglese. XVII sec.)
- Linnaea borealis (Caprifoliaceae) - Linnea (in omaggio a Linneo)
- Lycopodium annotinum (Lycopodiaceae) - Licopodio

Il Larice (Larix decidua o europaea) è una pinacea quasi esclusivamente alpina, con presenza sugli Appennini e sui Carpazi. È un albero spiccatamente eliofilo (non lo si trova sui versanti bacìi, o esposti a nord) e predilige le Alpi centro-orientali. Si aggrega in boschi radi, ariosi, dove la luce penetra facilmente sino al suolo, permettendo la crescita di prati e pascoli che altre pinacee inibiscono. Colonie pure di larici non sono frequenti e gran parte di esse sono artificiali (nota è quella di Brusson, in Val d'Ayas (Val d'Aosta); più spesso infatti, il Larice, pur soffrendo la carenza di spazio e di luce, si adatta a formare fitte foreste con il Peccio, presentandosi spesso, però, in piccoli gruppi immersi nella pecceta. Nel sottobosco dei larici, vi sono:
- Erica carnea (Ericaceae) - Erica carnicina o E. scopina o E. rosa
- Vaccinium myrtillus  (Ericaceae) - Mirtillo nero
- Arctostaphilos uva-ursi (Ericaceae) - Uva ursina
- Nardus stricta (Graminaceae) - Nardo
- Lonicera coerulea (Caprifoliaceae)
- Clematis alpina (Ranuncolaceae) - Clematide alpina
- Daphne striata (Timeleaceae)
- Trifolium alpinum (Papilionaceae)
- Rosa pendulina (Rosaceae)
- Alnus viridis (Betulaceae) - Ontano verde (in forma arbustiva)

### Piano montano inferiore

#### Faggete

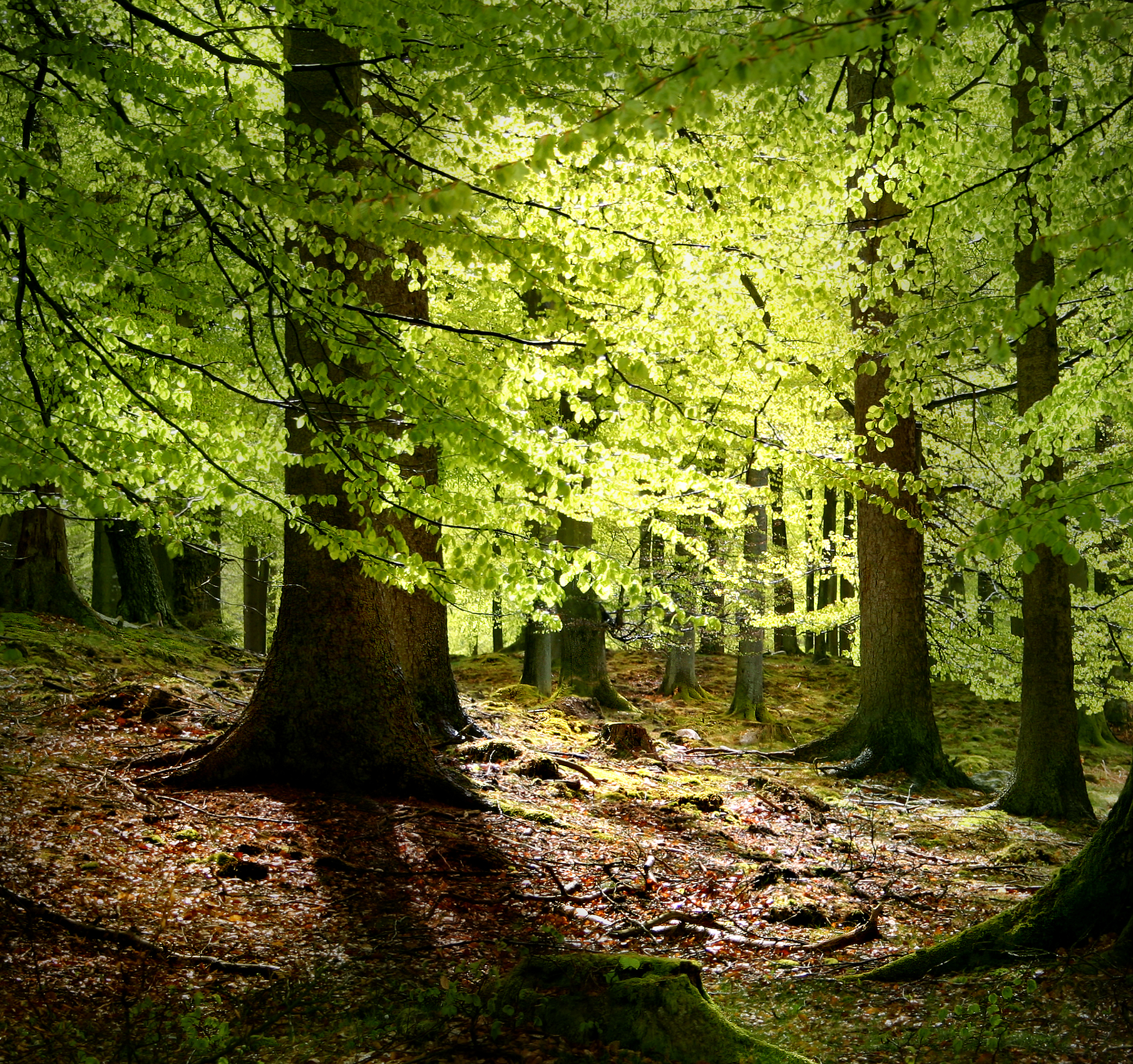
Faggeta

La presenza del Faggio (Fagus sylvatica) come specie caratteristica e dominante del piano montano inferiore dovrebbe essere assai più consistente. Ne ostacolano però la diffusione due fattori:
1. L'elevata "sensibilità" del Faggio al clima e alla composizione del suolo. Il Faggio è infatti una specie molto delicata ed esigente, dai limiti di adattamento assai stretti e severi. Se anche uno solo dei parametri ambientali (caldo, freddo, sole, umidità, pH del suolo) non è idoneo, esso non attecchisce o al massimo sopravvive senza diffondersi e facilmente soccombe alla concorrenza di altre specie più adattabili;
2. L'eliminazione delle grandi faggete che un tempo ammantavano molti versanti, effettuata dall'uomo per utilizzarne l'ottimo legno. I terreni occupati dai Faggi e poi disboscati sono stati quindi occupati da specie più plastiche e resistenti. Oggi le grandi faggete secolari sono rare (e protette), mentre i boschi più giovani sono divenuti cedui, cosparsi di ceppaie.

Nel sottobosco della faggeta sono riscontrabili:
- Asperula odorata (Rubiaceae) - Regina dei boschi
- Anemone hepatica o Hepatica nobilis (Ranuncolaceae) - Erba della Trinità o Fegatella
- Daphne laureola (Timeleaceae) - Olivella
- Euonymus latifolius (Celastraceae) - Berretta del prete o Fusaggine
- Neottia nidus-avis (Orchidaceae) - Neottia (dal greco νεοττία = nido)
- Oxalis acetosella (Ossalidaceae) - Acetosella
- Prenantes purpurea (Compositae) - Lattuga montana
- Viola silvestre (Violaceae) - Viola di bosco
- Anemone trifolia (Ranuncolaceae) - Anemone trifoliata

e, fra le specie arboree che si inseriscono tra i faggi,:
- Abies alba o Abies pectinata (Pinaceae) - Abete bianco
- Acer pseudoplatanus (Aceraceae) - Acero montano
- Acer platanoides (Aceracee) - Acero riccio
- Fraxinus ornus (Oleacee) - Orniello
- Ostrya carpinifolia (Betulaceae) - Carpino nero
- Taxus baccata (Taxaceae) - Tasso (ha frutti e semi velenosi)
- Sorbus aucuparia (Rosaceae) - Sorbo degli uccellatori (spesso in esemplari isolati)
- Juglans regia (Juglandaceae) - Noce

Un esempio di sequenza integra querceto-faggeta-lariceto/pecceta, dove la faggeta è molto estesa e compatta, si può osservare sulle pendici meridionali del Monte Baldo, in provincia di Verona, specialmente sul versante che guarda la Val d'Adige.

#### Altri popolamenti del piano montano inferiore
A sostituire il Faggio in molte occasioni, ma anche a popolare quelle pendici montane che non accoglieranno mai una faggeta, giungono diverse specie arboree. Esse sviluppano boschi puri o si mescolano ad altre specie, a seconda delle condizioni ambientali o della specificità morfologica.
- Peccio (Picea excelsa e Picea abies): dal piano montano superiore, il peccio può in molti casi scendere e colonizzare i pendìi più freddi e ombreggiati al posto del faggio, giungendo in alcuni casi sino a 600 m di altitudine.
- Abete bianco (Abies alba o Abies pectinata), specie mesofila molto adattabile, anche se oggi ormai rara a causa dei massicci prelievi umani; può affiancarsi al faggio e al peccio in boschi misti, ma anche, più raramente, formare piccole colonie pure (più di frequente negli Appennini) con un sottobosco variegato di specie erbacee sciafile.
- Pino silvestre (Pinus silvestris), normalmente confinata nei suoi ambienti, questa specie molto adattabile e diffusissima viene ad occupare gli spazi della faggeta. Può anche salire assai oltre, se le condizioni lo permettono, e inserirsi nei boschi di peccio e larice.
- Pino nero o "Pino austriaco" (Pinus nigra), introdotto un secolo fa per rimboschimenti rapidi e di sicura tenuta, si è ormai diffuso sino a poter essere considerato come specie "alloctona storicizzata"; forma boschi quasi puri o si affianca ad altre conifere.
- Carpino nero (Ostrya carpinifolia), che può risalire dal piano sub-montano per occupare spazi nelle faggete o abbandonati dai Faggi. Spesso si accompagna all'Orniello (Fraxinus ornus) nella diffusissima Associazione mesofila dell'Orno-ostryetum, tipica della vegetazione sub-montana detta "Illirica", che in Italia ha grande diffusione nella fascia climatica dei Laghi Lombardi, escluso il Garda.
- Acero (Acer platanoides e pseudoplatanus), che forma colonie non molto vaste su suoli freschi e sciolti, ma si inserisce anche nei boschi misti accanto alle conifere. Esempi di acereti che si alternano ad abetaie si osservano in Val d'Aosta dove, nel periodo autunnale, spicca la loro chioma rossa e gialla.

### Crittogame
I boschi montani, fitti e ombrosi, conservano al suolo un alto tasso di umidità e una spessa lettiera formata anche da brandelli di rami morti, ambiente ideale per la proliferazione di briofite e licheni, che sono vistosamente più numerosi nelle peccete (anche quelle miste di Abeti e Larici), sono scarsi nei lariceti puri e nelle faggete. Nei boschi di Peccio e Larice si trovano tra le crittogame:

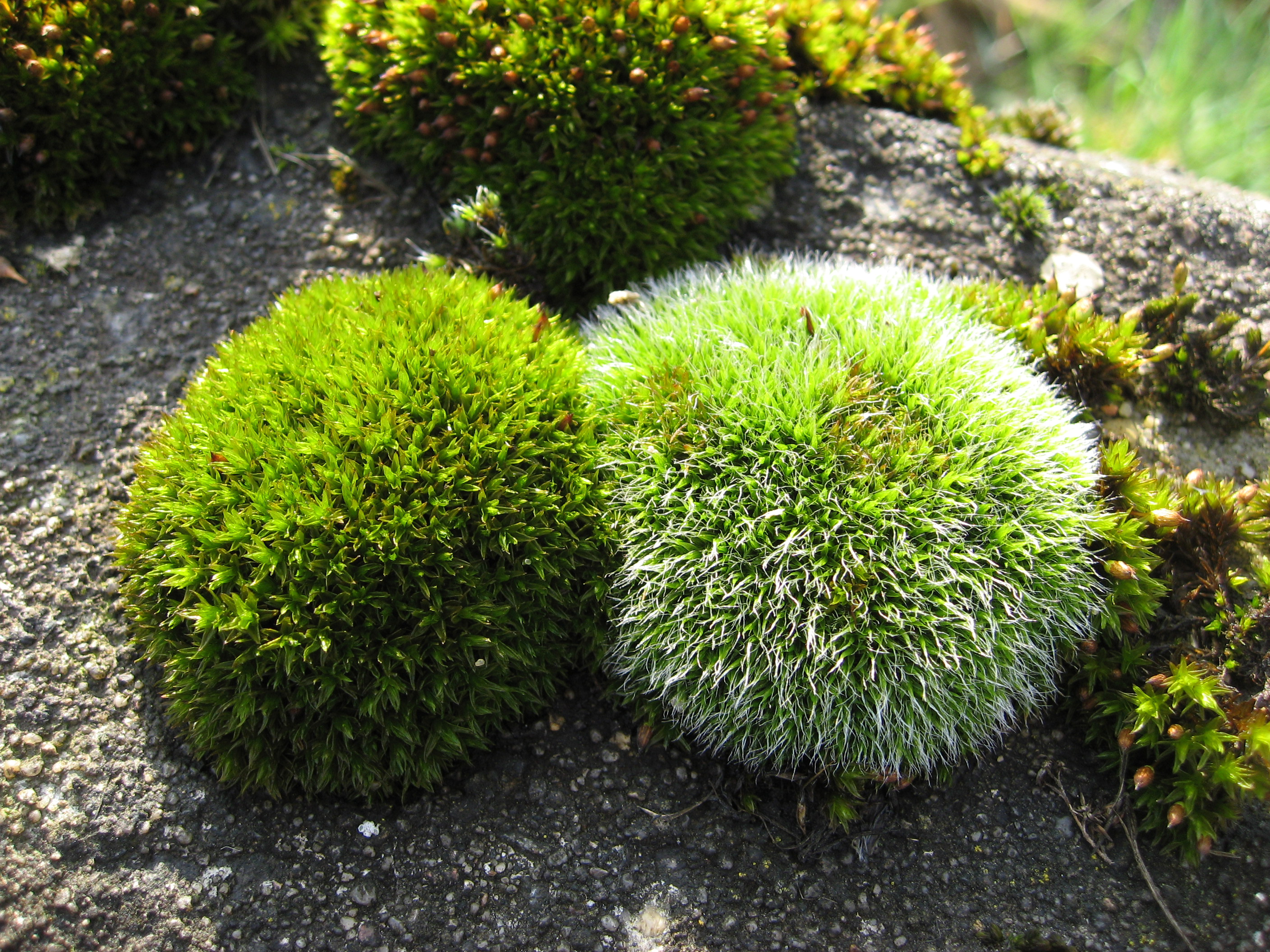
Muschi

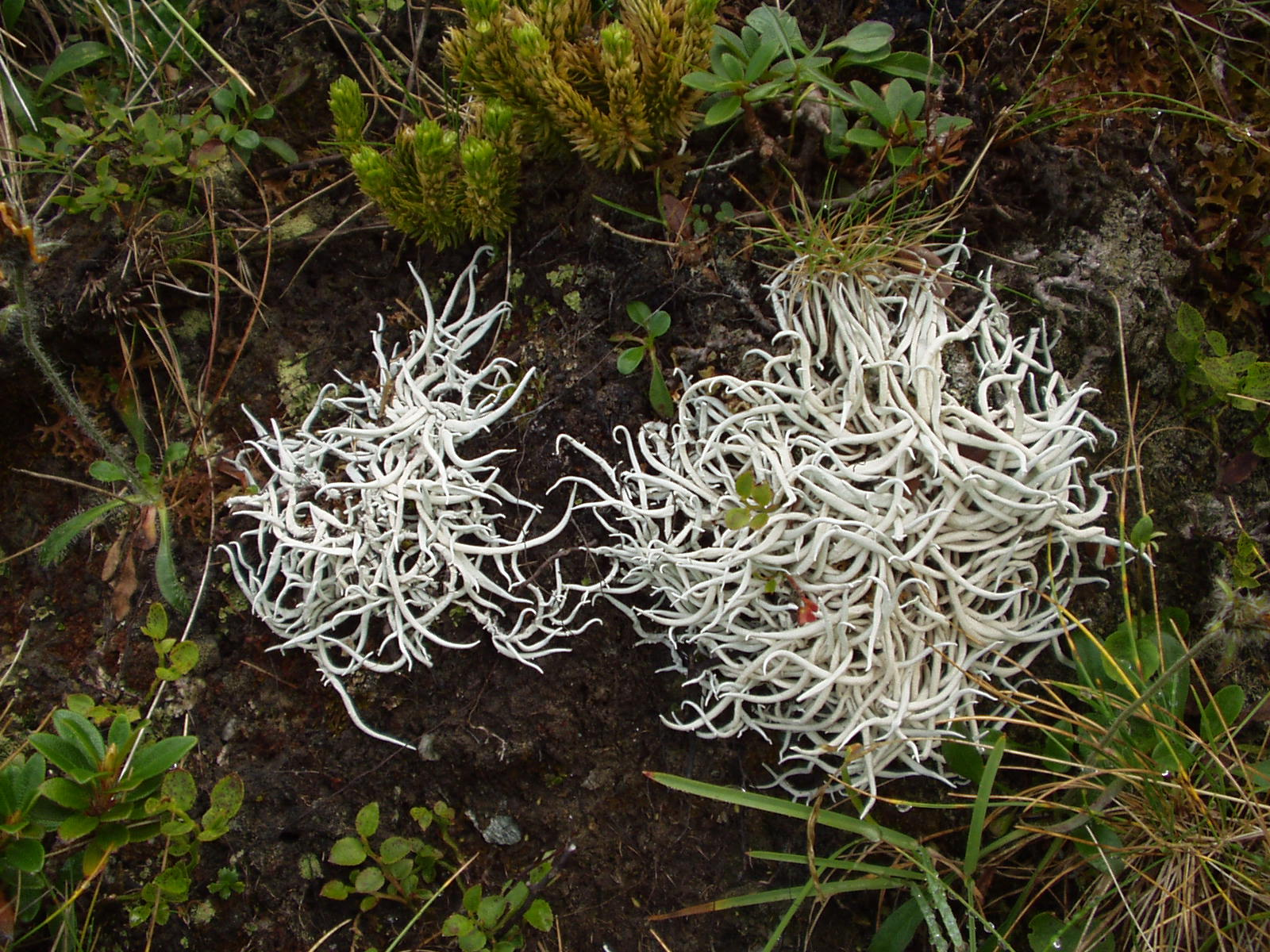
Lichene (Thamnolia vermicularis)

- Muschi, sovente preziosi indicatori del pH del terreno:
  - Atrichum modulatum (Polytricaceae)
  - Hylocomium proliferum
  - Hylocomium splendens
  - Leucobryum glaucum (dal greco λευκός = bianco e γλαυκός = celeste)
  - Mnium ondulatum (Mniaceae)
  - Mnium punctatum (Mniaceae)
  - Pleurozium schreberi
  - Polytricum commune (Polytricaceae)
  - Ptylium crista-castrensis
  - Rhytidiadelphus triquetrus
  - Sphagnum acutifolium (Sfagnaceae) (dal greco σφάγνος = muschio)
  - Thuidium tamacixinum
- Licheni, presenti in particolare nelle peccete, nei lariceti, nelle pinete e negli arbusteti di ericacee:
  - Alectoria jubata
  - Cetraria nivalis (Parmeliaceae) - Cetraria delle nevi (dal latino cetra = scudo)
  - Cetraria islandica (Parmeliaceae) - Cetraria islandica
  - Cladonia rangiferina (Cladoniaceae) - Lichene delle Renne
  - Chlorea vulpina
  - Evernia divaricata (Usneaceae)
  - Evernia furfuracea (Usneaceae)
  - Parmeliopsis ambigua (Parmeliaceae)
  - Thamnolia vermicularis
  - Usnea barbata (Usneaceae) - Barba di Larice

## Fauna
Riuscire a redigere un'elencazione completamente esaustiva delle specie animali che vivono nel piano montano sarebbe estremamente complicato. Pertanto, tale paragrafo va colto esclusivamente come spunto, soprattutto con riferimento al continente europeo, in cui è possibile riscontrare delle specie più o meno omogenee in vari boschi.

### Pesci
Partendo dalle specie ittiche (e i crostacei, per ovvie ragioni legate all'altitudine, si deve considerare la presenza di pesci fluviali e lacustri. Vanno pertanto tenuti presenti:
- Anguilla (Anguilla anguilla)
- Barbo (Barbus plebejus)
- Cavedano (Squalius cephalus)
- Gambero di fiume (Austropotamobius pallipes)
- Gobione (Gobio gobio)
- Granchio di fiume (Potamon fluviatile)
- Lasca (Protochondrostoma genei)
- Rovella (Sarmarutilus rubilio)
- Temolo (Thymallus thymallus)
- Trota fario (Salmo trutta fario)
- Trota iridea (Oncorhynchus mykiss)
- Vairone (Telestes muticellus)

## Galleria d'immagini

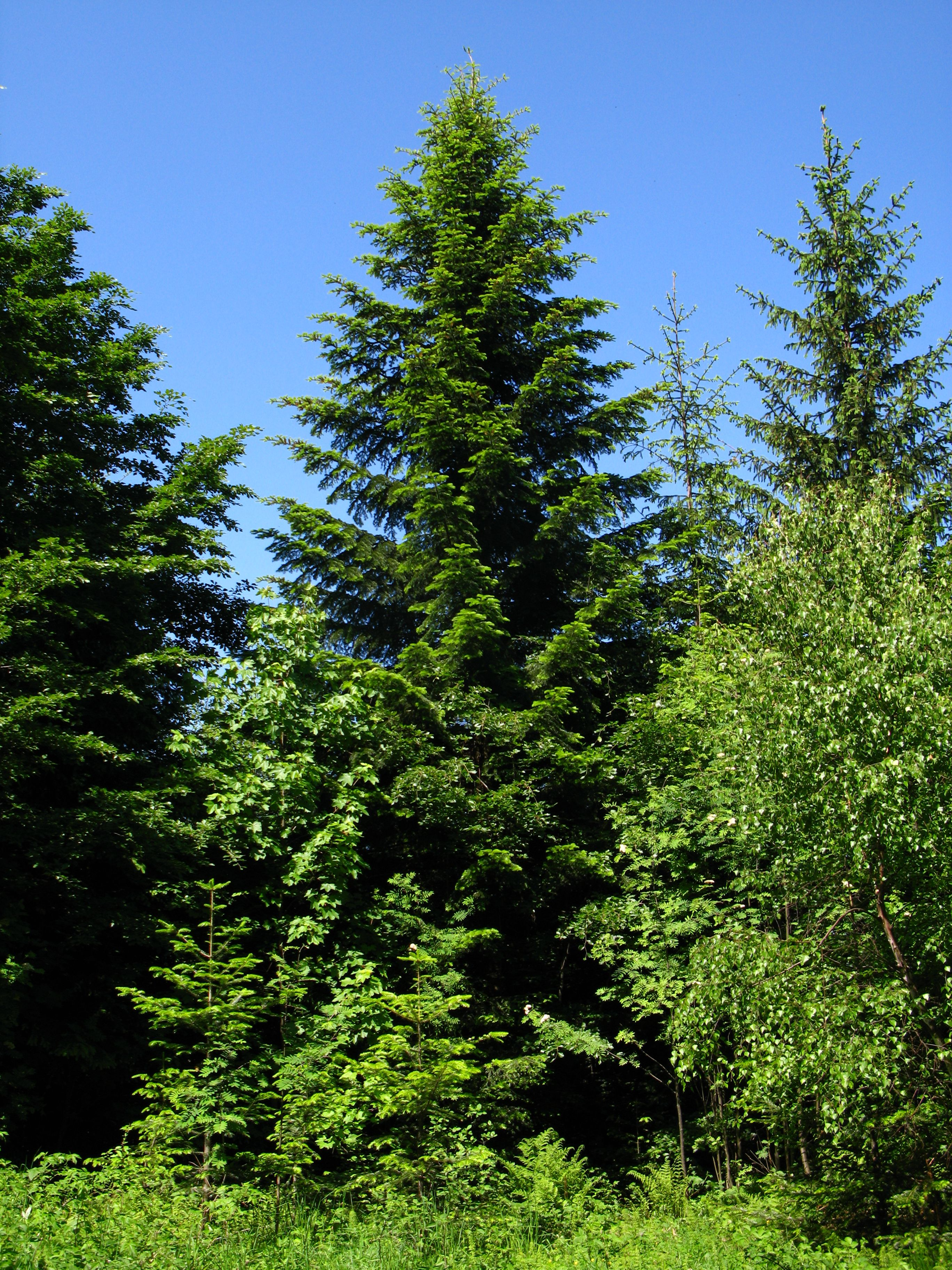
Abete bianco
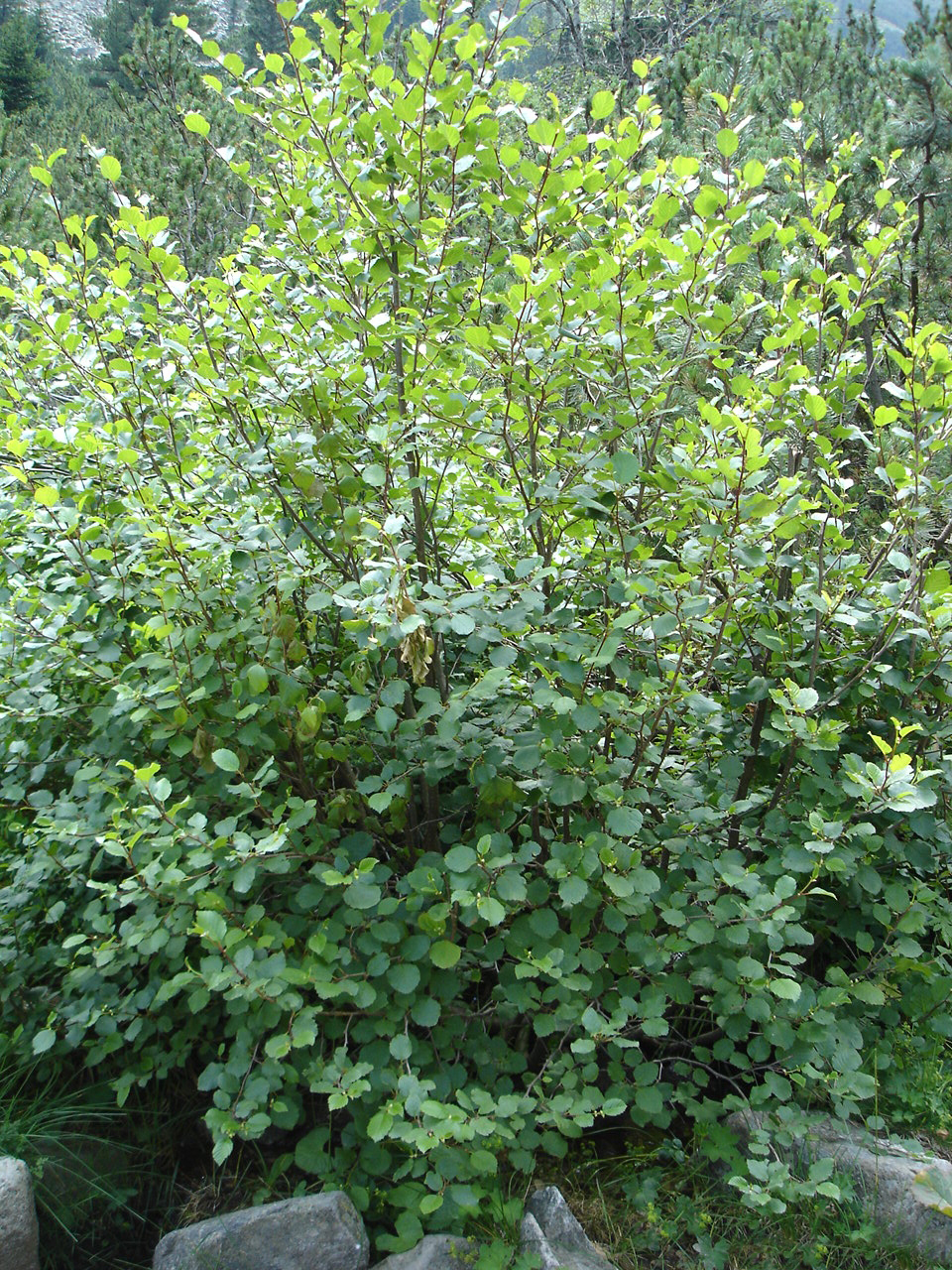
Ontano verde
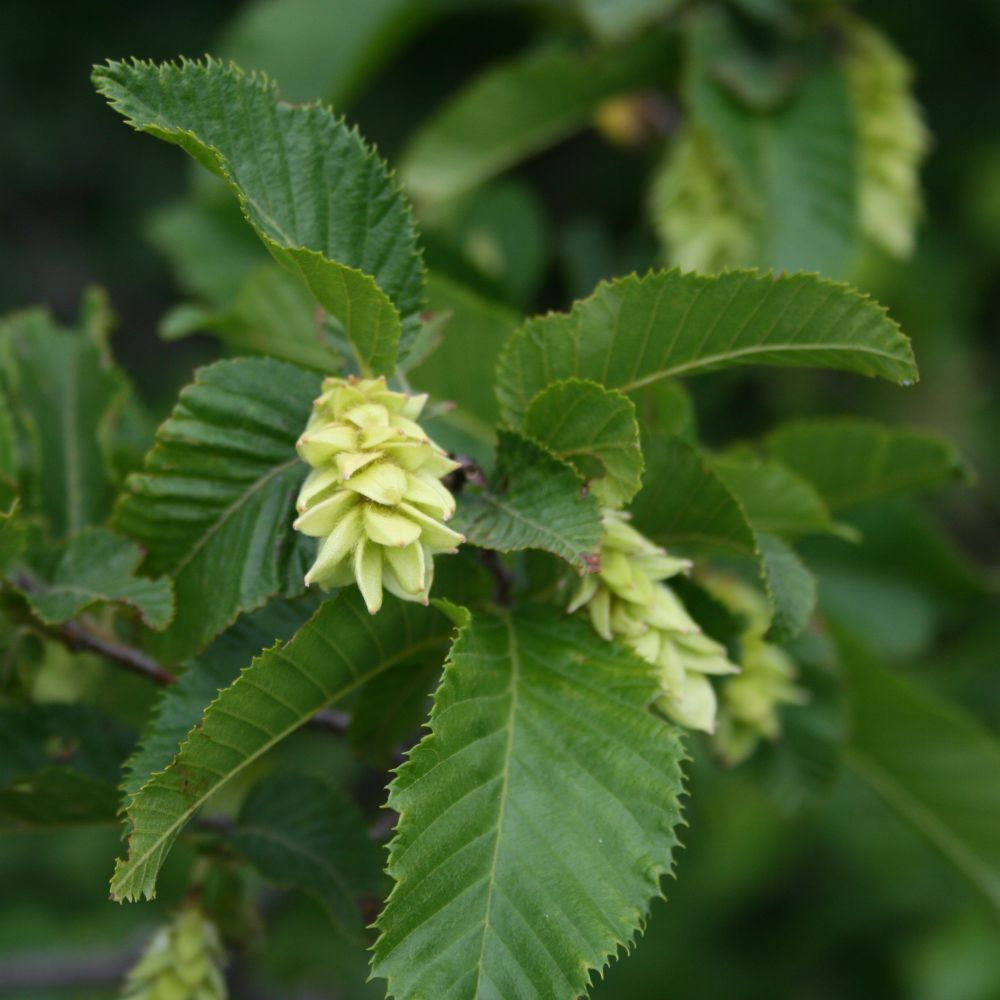
Carpino
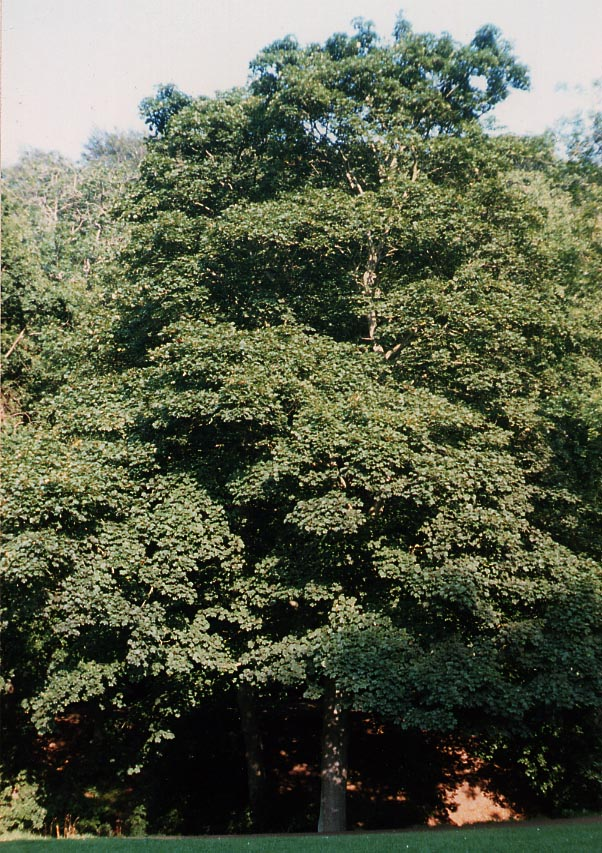
Acero montano
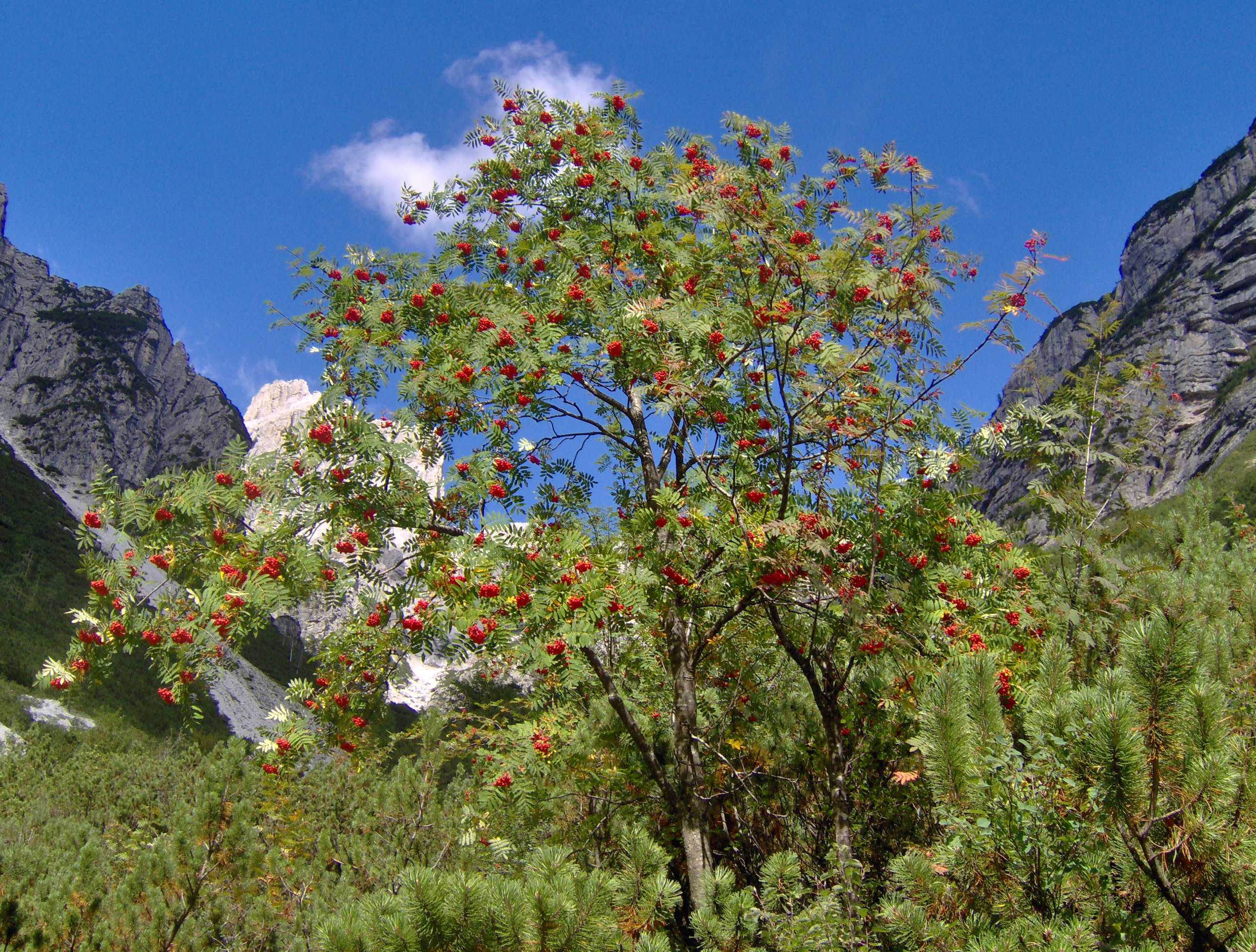
Sorbo degli uccellatori
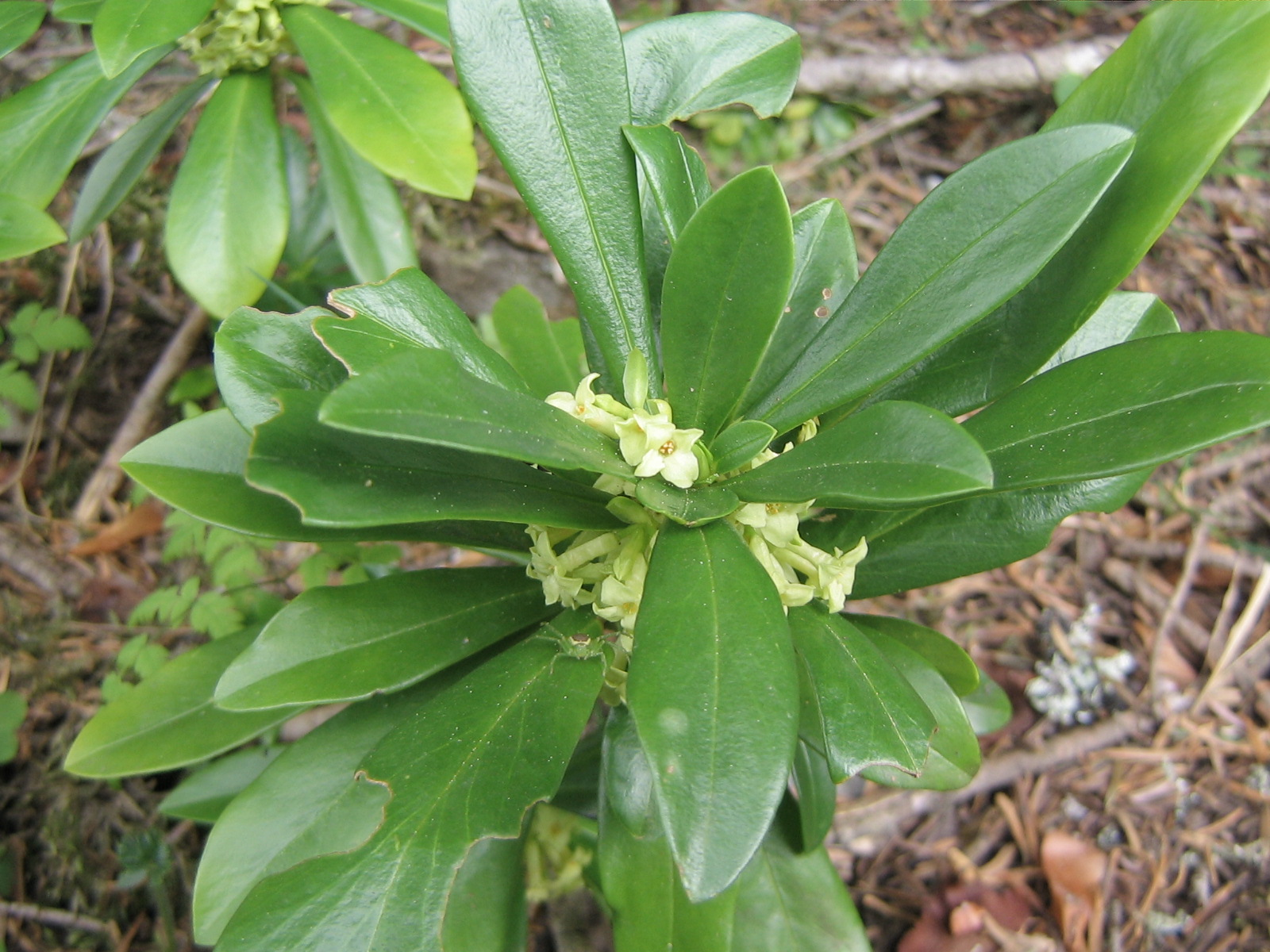
Olivella
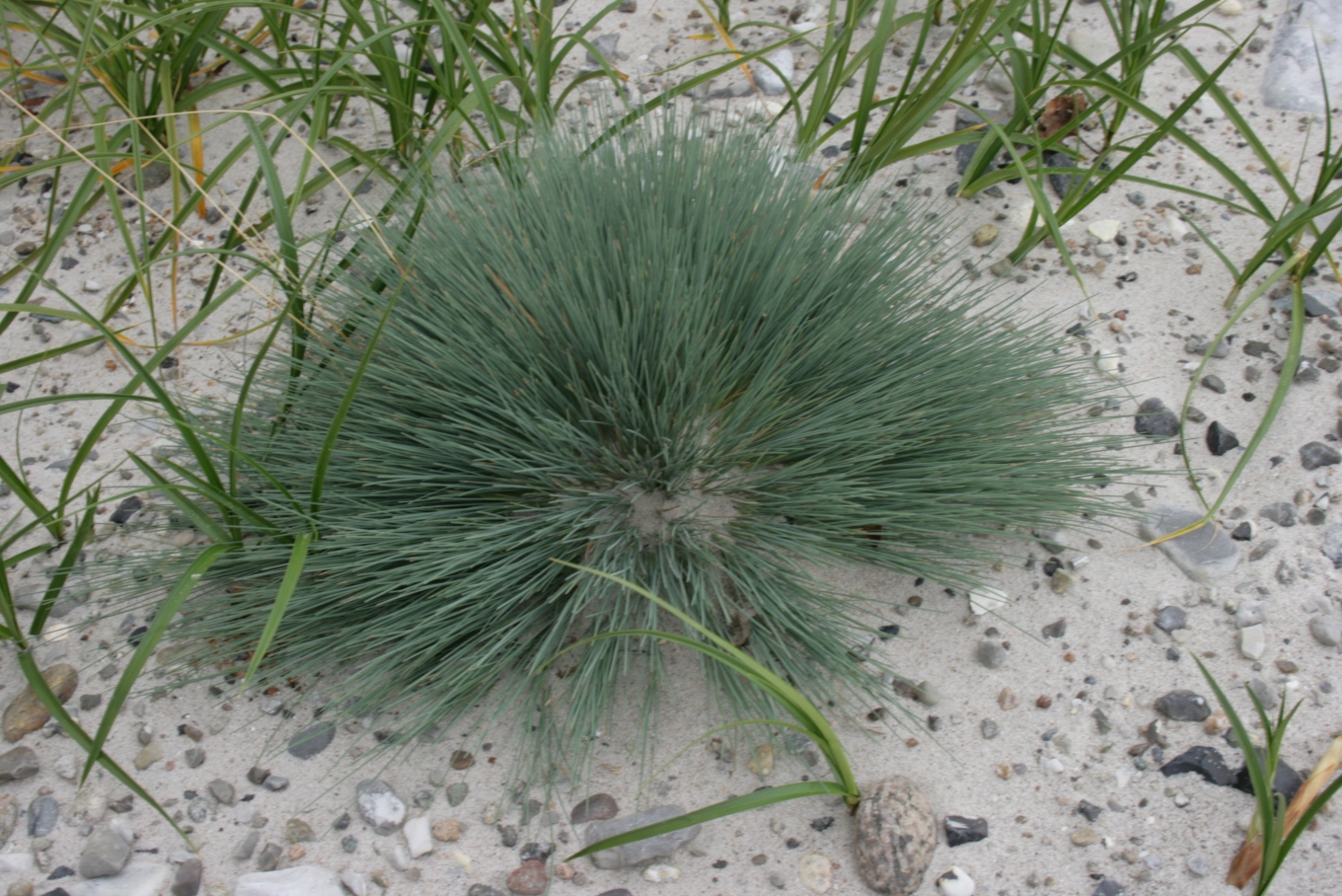
Nardo
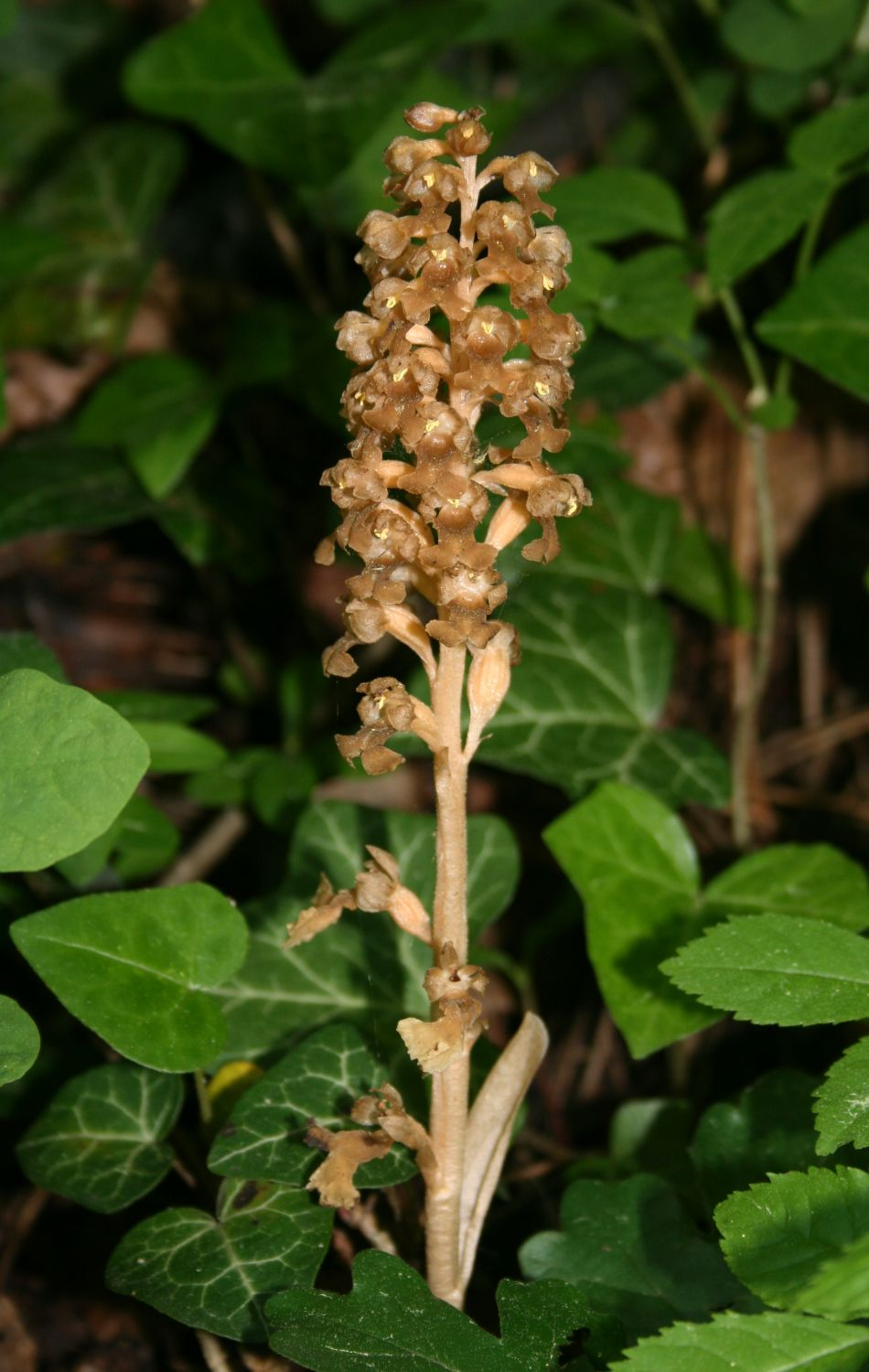
Nido d'uccello
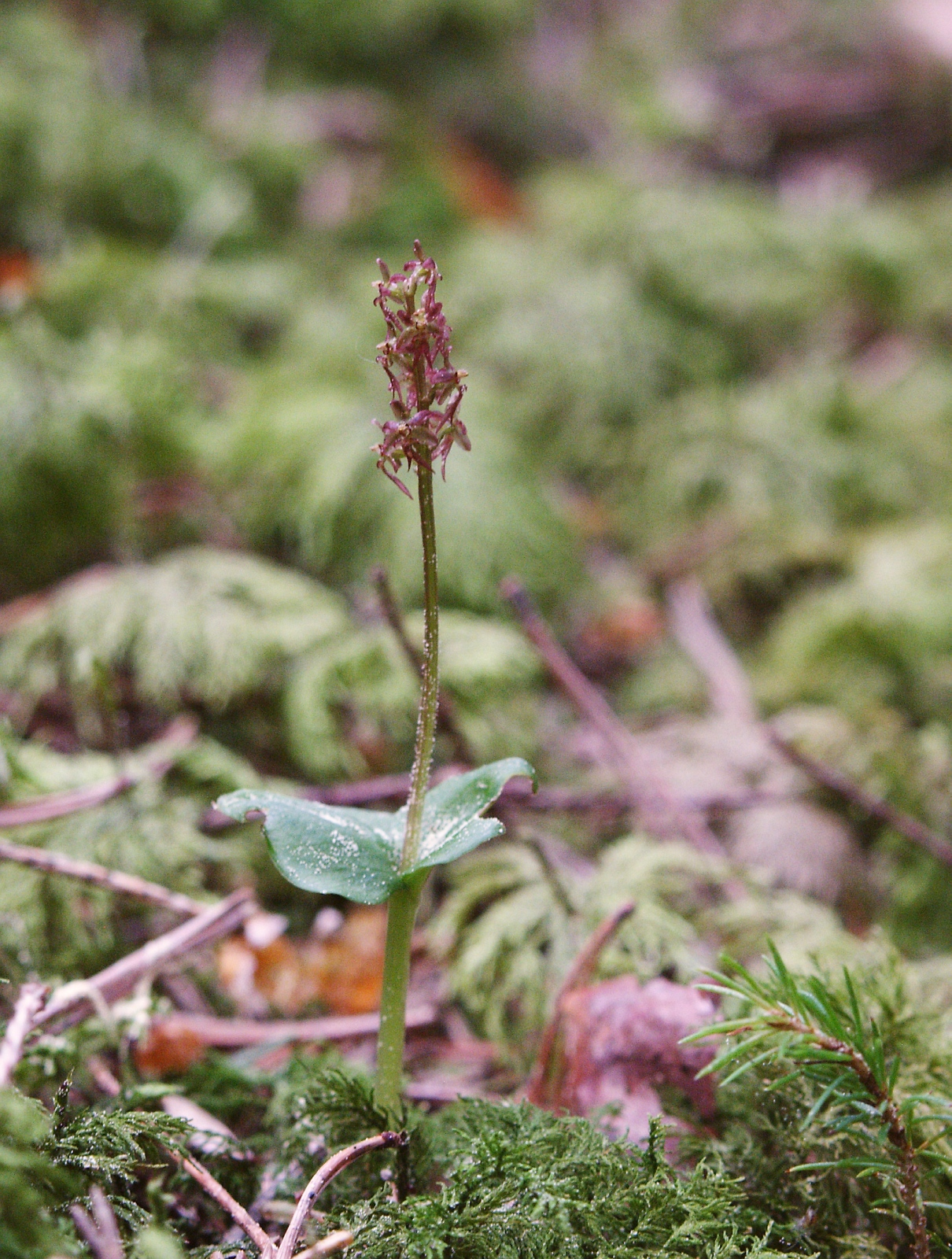
Listera minore
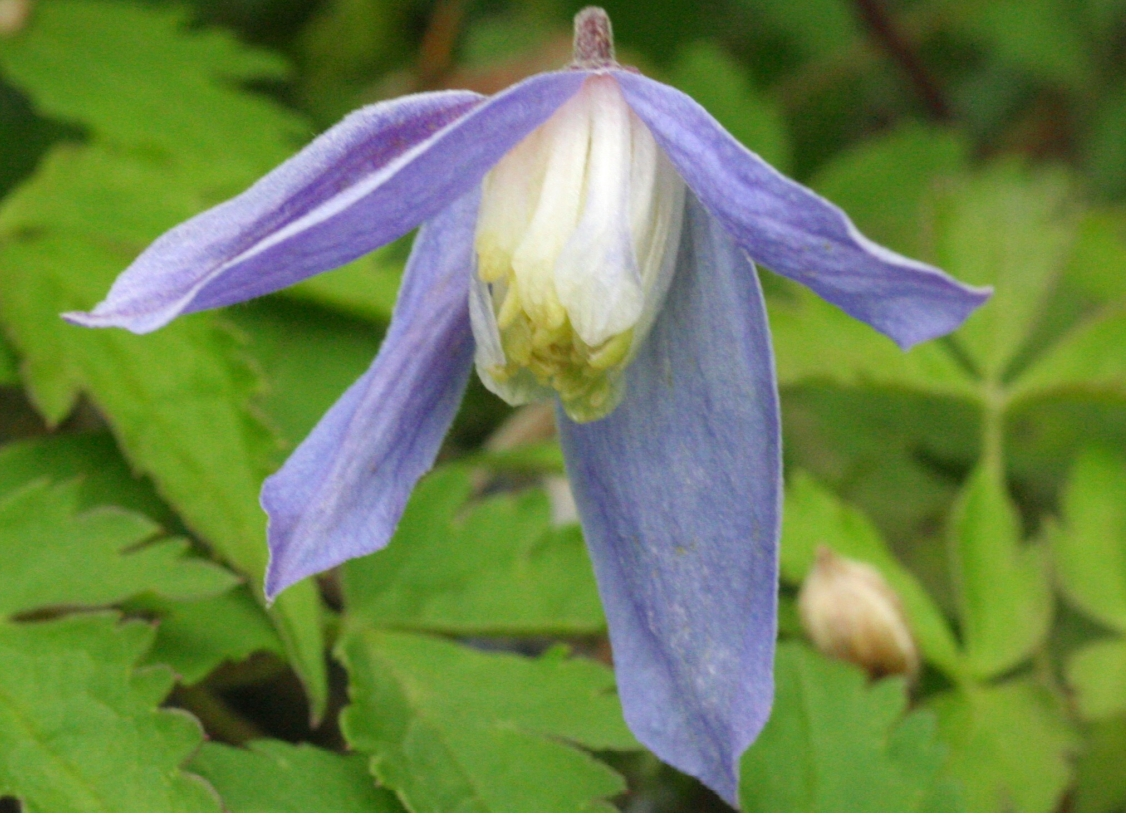
Clematide alpina
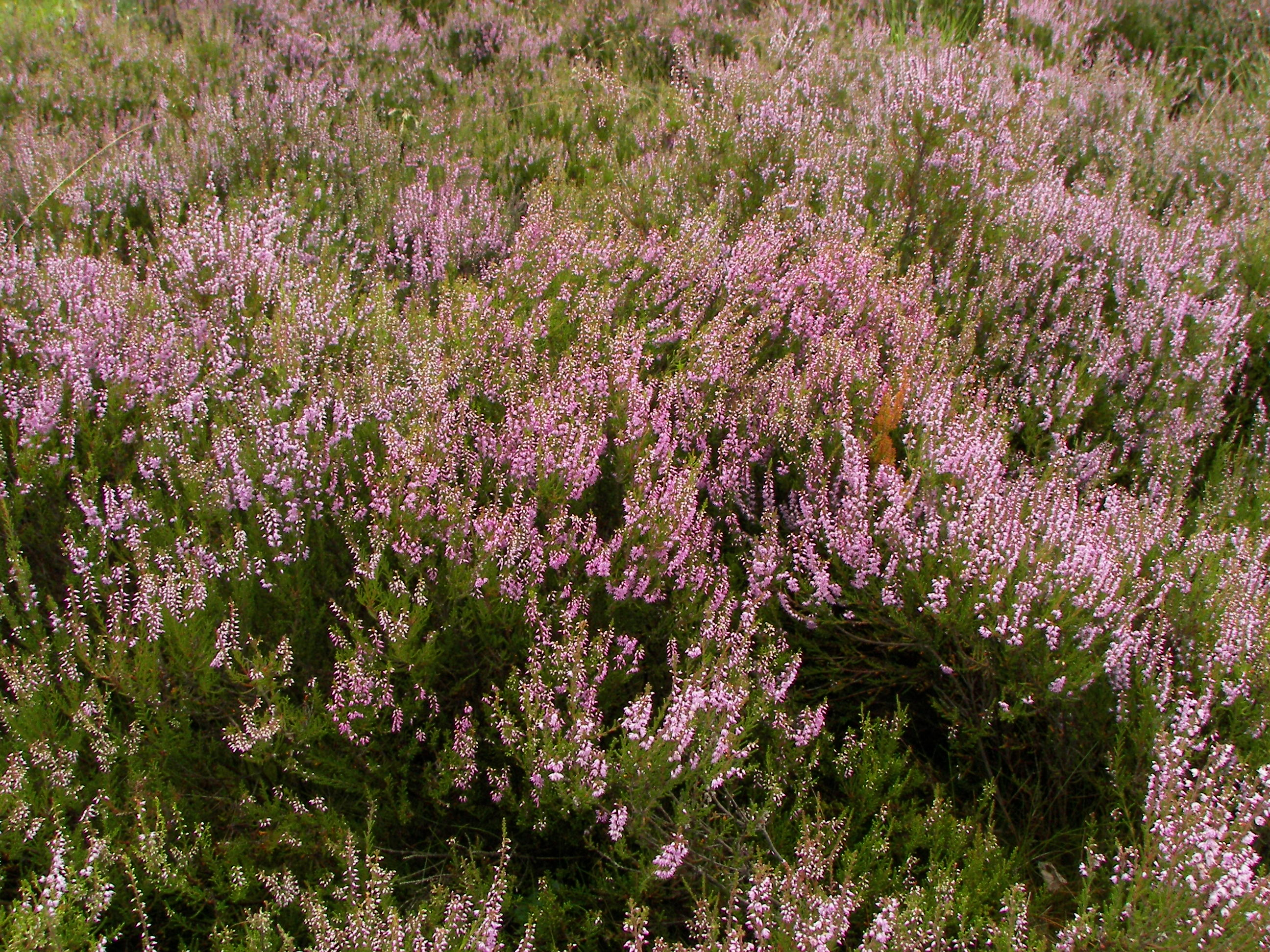
Brugo
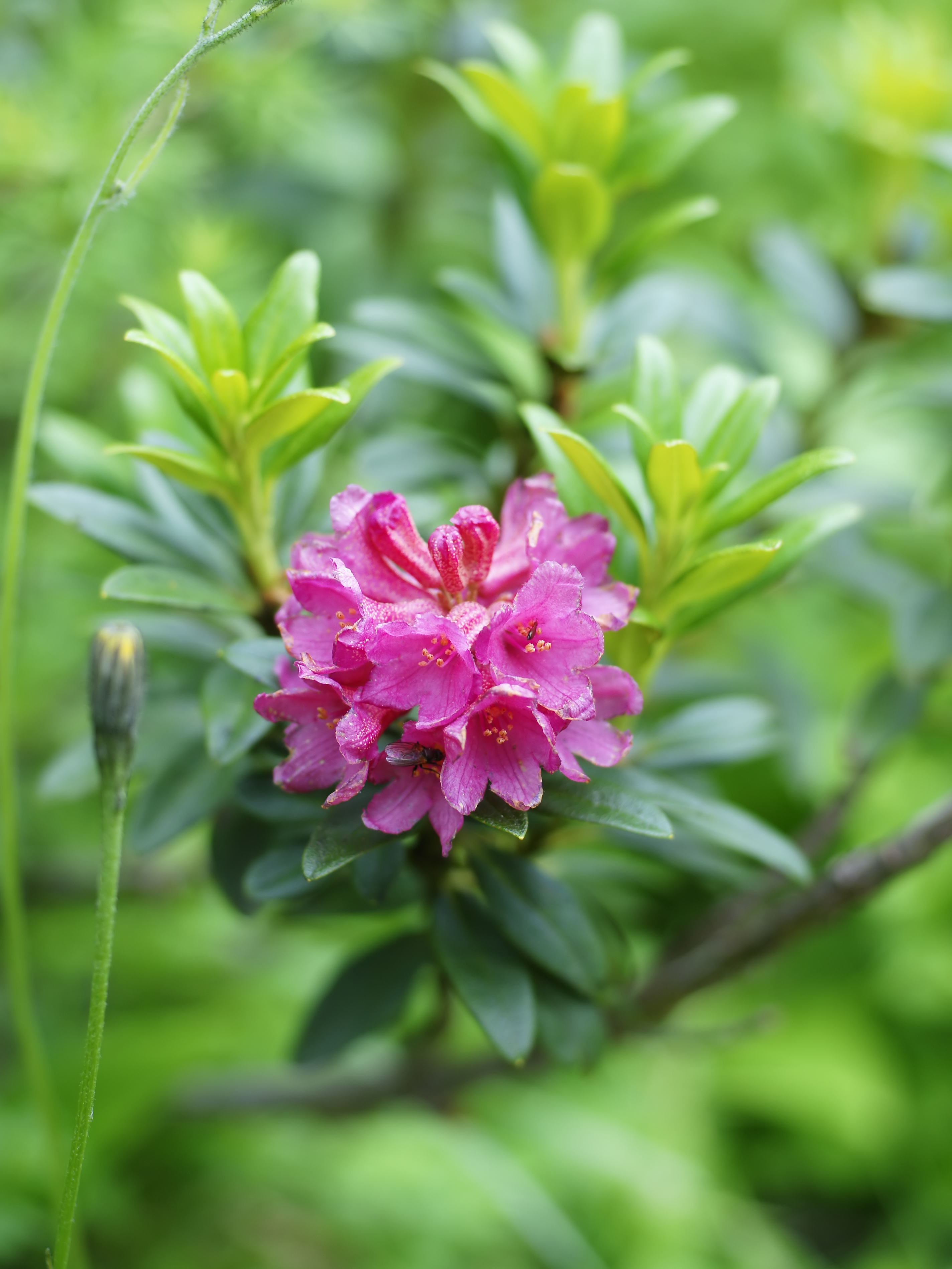
Rododendro ferrugineo
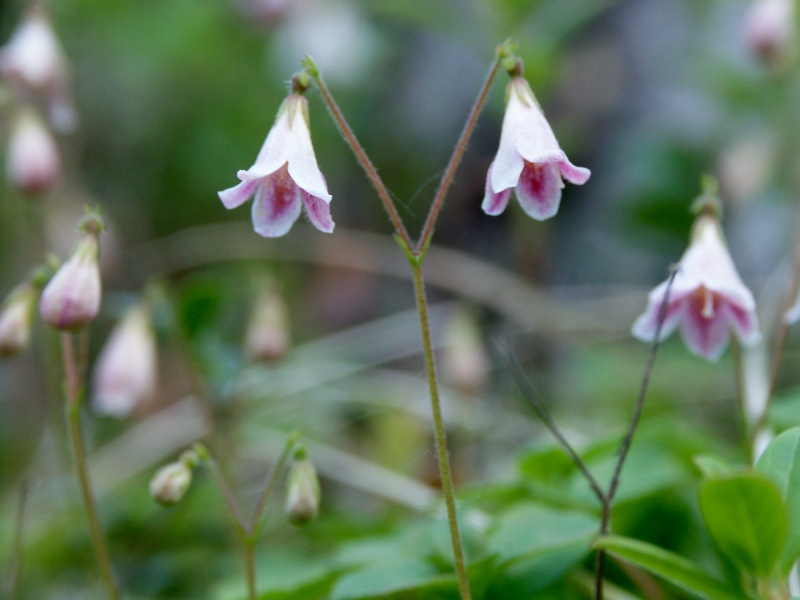
Linnea
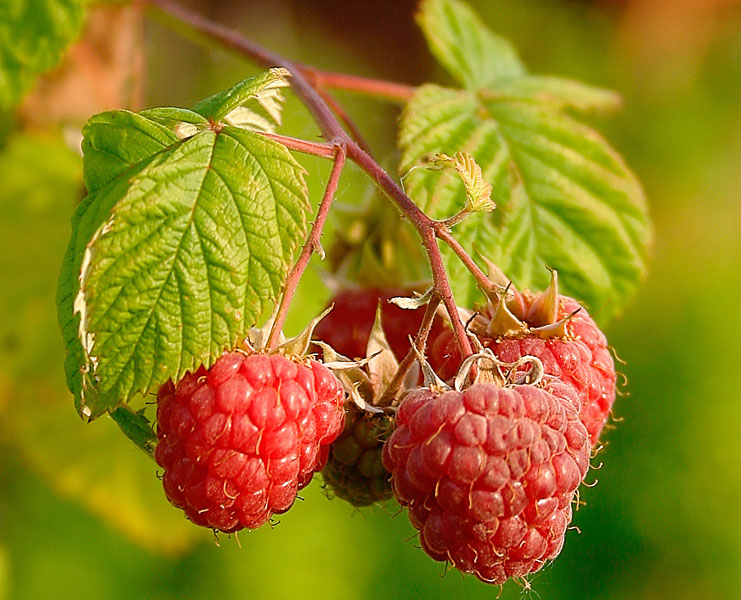
Lampone
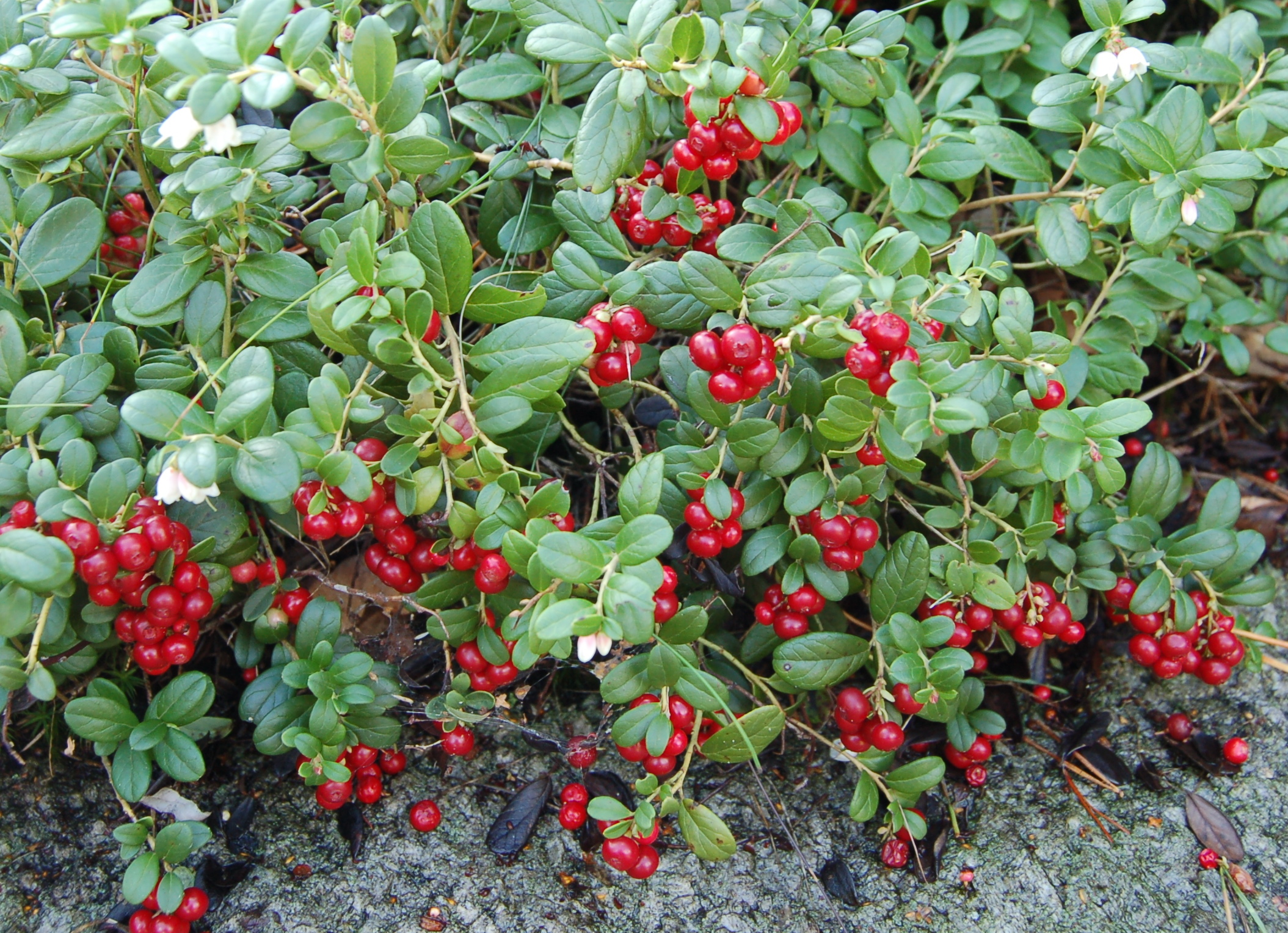
Mirtillo rosso
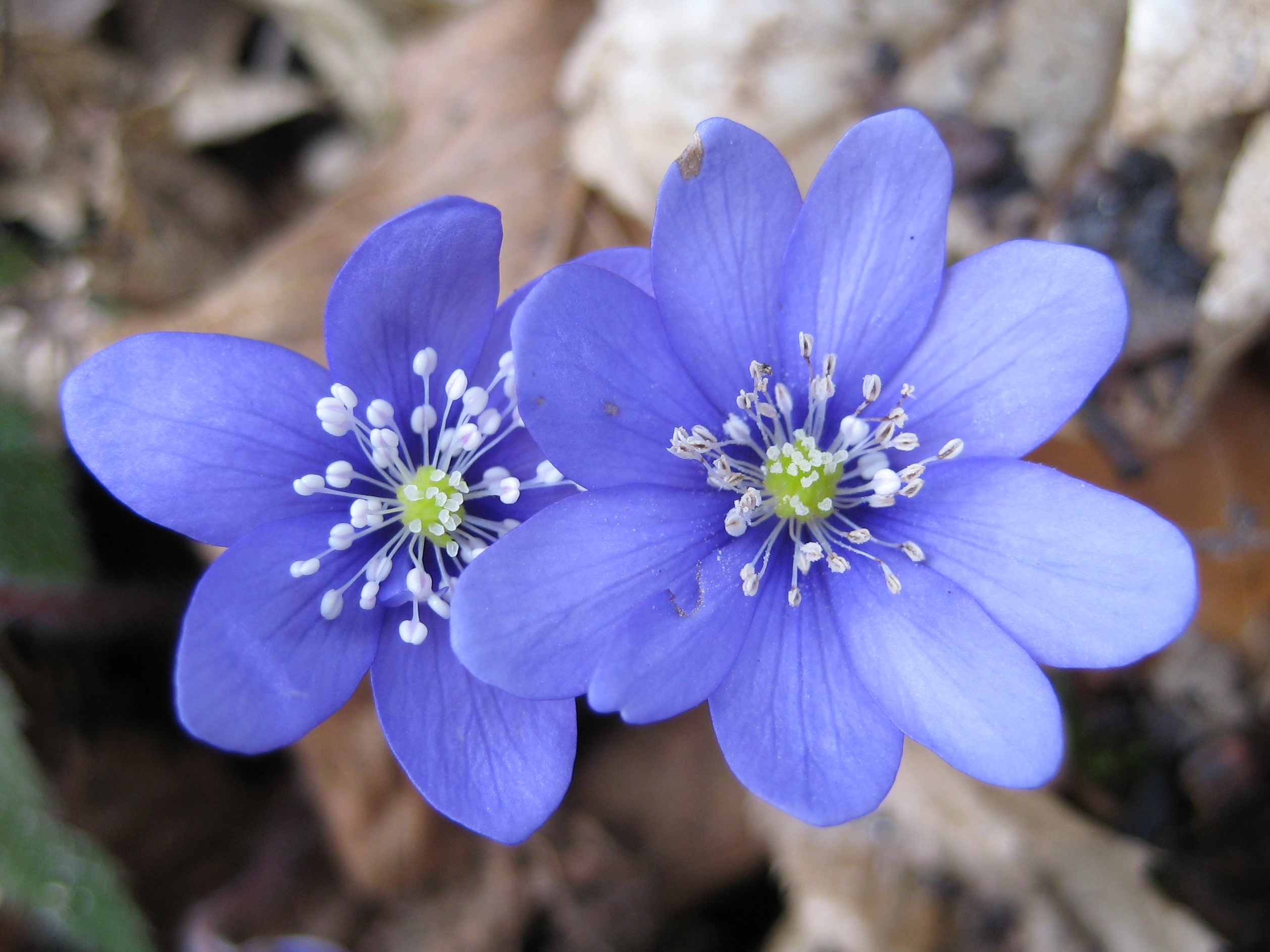
Anemone o Erba trinità
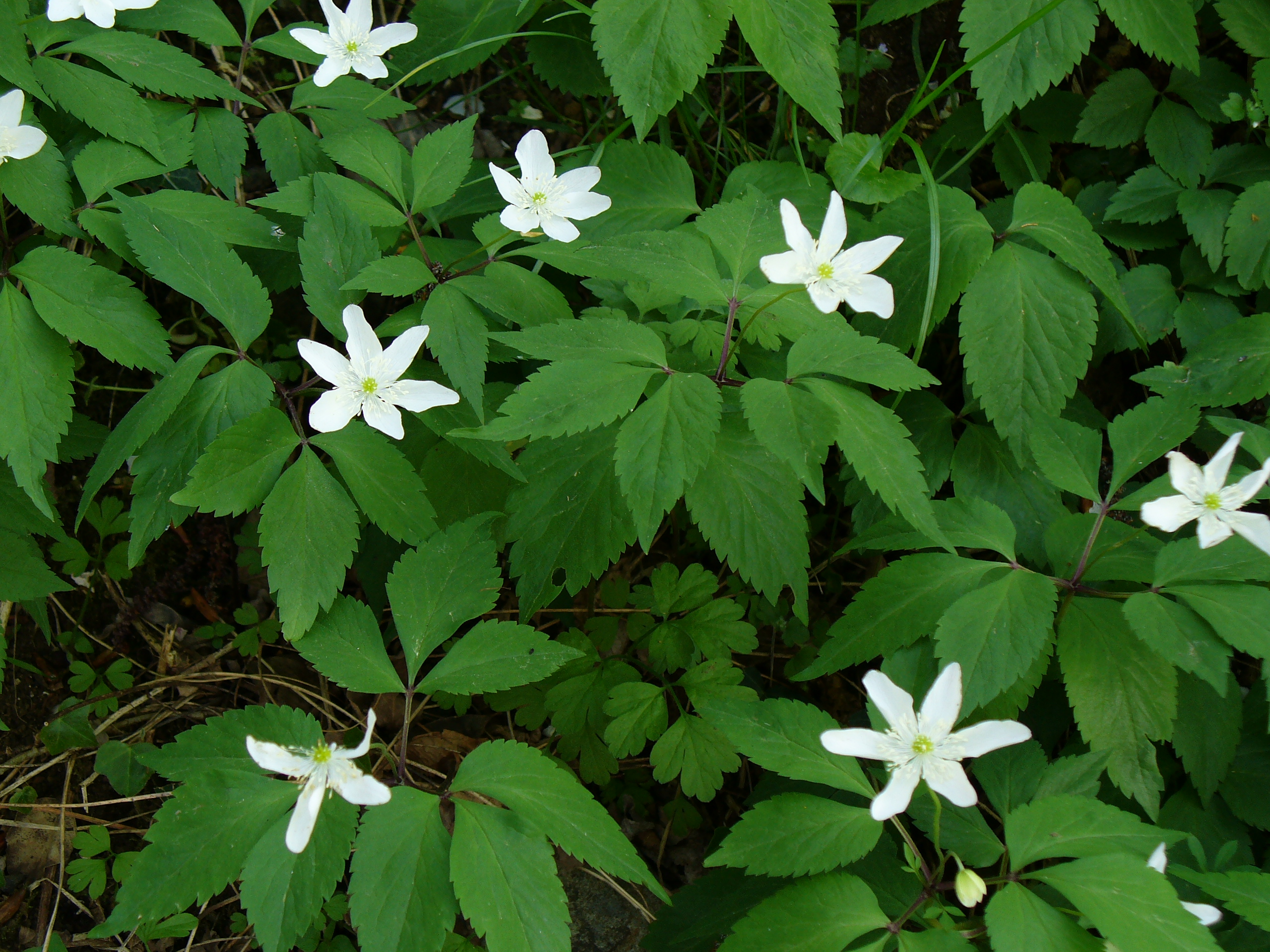
Anemone trifoliata
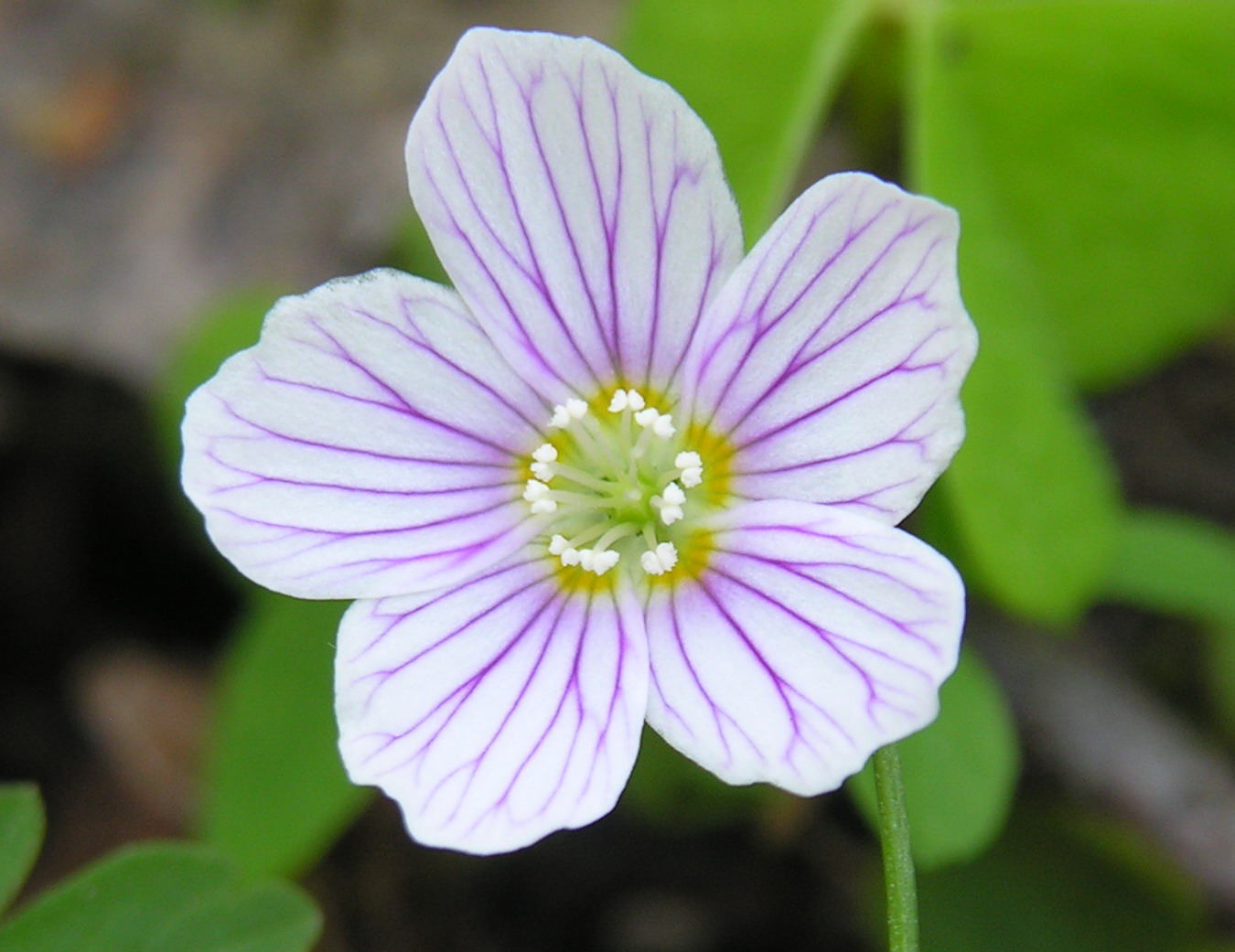
Acetosella dei boschi